# Chrysodema radians
Chrysodema radians es una especie de escarabajo del género Chrysodema, familia Buprestidae. Fue descrita científicamente por Guérin-Ménéville en 1830.